# Massageti

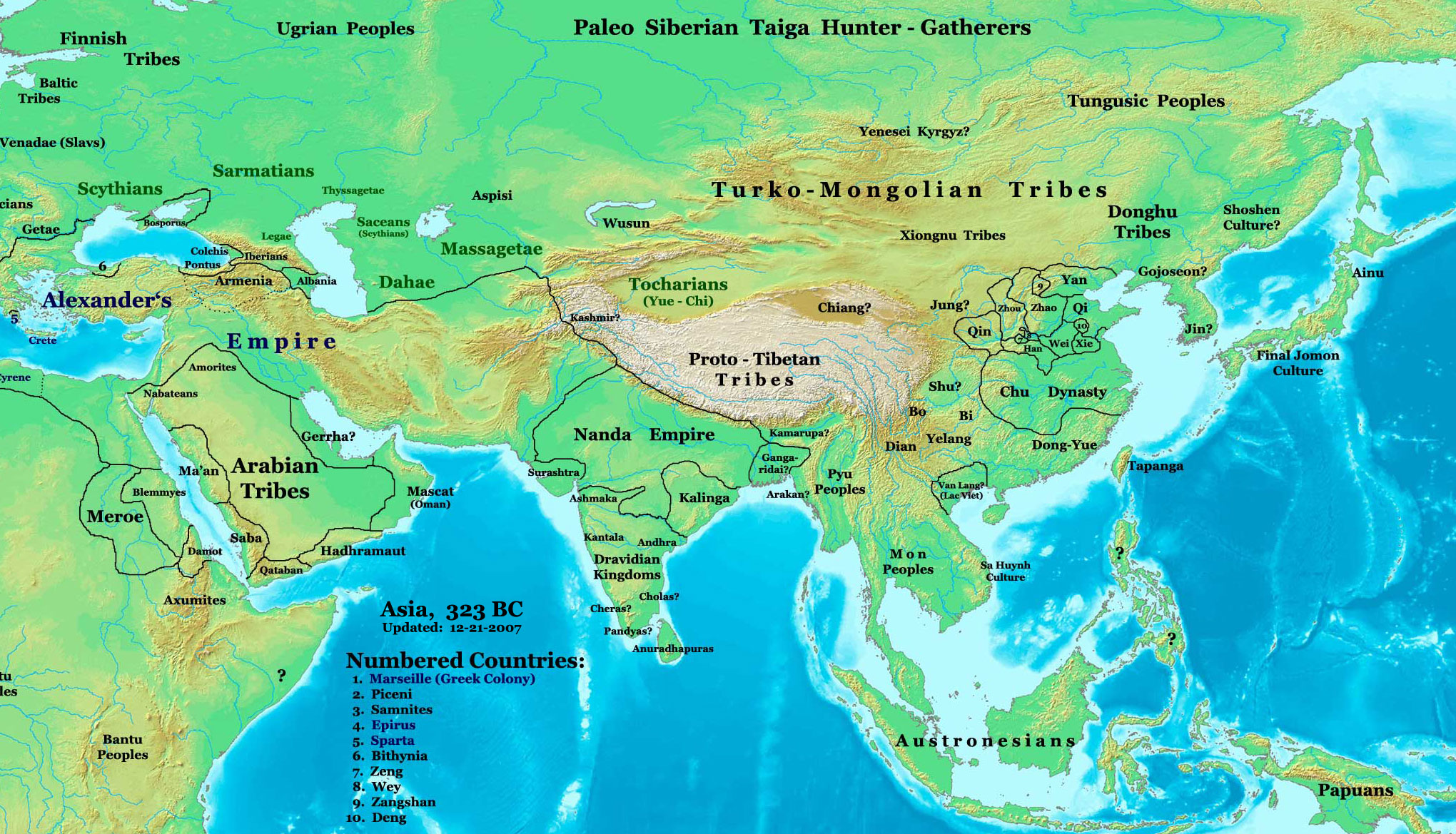
L'Asia nel 323 a.C. I Massageti sono a sud del Lago d'Aral.

I Massageti (greco antico: Μασσαγεται Massagetai; latino: Massagetae) , noti anche come Sakā tigraxaudā (persiano antico: 𐎿𐎣𐎠 𐏐 𐎫𐎡𐎥𐎼𐎧𐎢𐎭𐎠 Sakā tigraxaudā, "portatore di berretti a punta") o Ortocorybantiani (greco antico: Ορθοκορυβαντες Orthokorubantes; latino: Orthocorybantes), erano discendenti dei Saci dell'Iran orientale che abitavano le steppe dell'Asia centrale e facevano parte della più ampia cultura scita. Vennero menzionati per la prima volta nella storiografia occidentale da Erodoto; forse erano legati ai Tissageti. Il nome Massageti ha probabilmente il significato di Grandi Sageti.

## Usi e costumi
Secondo Erodoto erano simili agli Sciti nei vestiti e nello stile di vita: combattevano a cavallo e usavano l'arco, la lancia e l'ascia; amavano gli ornamenti, specialmente d'oro, ma, a differenza degli Sciti, avevano le donne in comune, sebbene ogni uomo ne scegliesse una con cui vivere. Le donne, come nel caso della regina Tomiri, potevano ereditare. Adoravano solo un dio solare, a cui sacrificavano cavalli. Quando un parente moriva i membri della famiglia (generalmente in figli) ne mangiavano le carni affinché rimanesse con loro, tant'è che nella seconda parte dei Ragionamenti doppi vi è un frammento (Diels, 90, 2) che parla di questa tradizione culturale nell'ambito del relativismo culturale:
I Massageti squartano i genitori e se li mangiano, perché pensano che l'esser sepolti nei propri figli sia la più bella sepoltura; 

invece se qualcuno lo facesse in Grecia, cacciato in bando morirebbe con infamia, come autore di cose turpi e terribili.
Si nutrivano prevalentemente di pesce che pescavano dallo Iassarte e di carne proveniente dai loro allevamenti; molto diffuso era anche il latte di giumenta.

## Storia
I Massageti salirono al potere tra l'VIII e il VII secolo a.C., quando diedero il via a una serie di eventi dalle conseguenze di vasta portata espellendo gli Sciti dall'Asia centrale e dalle steppe caucasiche e pontiche.
Erodoto racconta che i Massageti si scontrarono con i Persiani di Ciro il Grande nel 529 a.C. Nel corso di una battaglia egli fece prigioniero Spargapise, figlio della regina Tomiri, il quale per l'onta subita si suicidò; nella battaglia successiva Ciro stesso venne ucciso, e la regina, dopo averlo decapitato, immerse la sua testa in un otre pieno di sangue, per "placare la sua sete di sangue".
I Massageti decaddero dopo il III secolo a.C., dopodiché si fusero con alcune altre tribù per formare il popolo degli Alani, che apparteneva alla più ampia confederazione tribale dei Sarmati e che si spostò verso ovest nelle steppe caucasiche ed europee, dove partecipò agli eventi del periodo delle migrazioni.
Lo storico latino Ammiano Marcellino riteneva che gli Alani fossero una parte dei Massageti. Alla fine del IV secolo d.C., Claudiano, il poeta di corte dell'imperatore Onorio, parlava dei Massageti e degli Alani come dello stesso popolo. In tempi recenti, nella sua esposizione della storia persiana per il periodo achemenide e macedone, David Bivar (vol. 16 della Fischer Weltgeschicte, Zentralasien, a cura di Gavin Hambly) li pone subito a nord dell'attuale Syr Darya.